# 19-та мотострілецька дивізія (РФ)
19-та мотострілецька Воронезько-Шумленська Червоного прапора, орденів Суворова і Трудового Червоного прапора дивізія (19 МСД, в/ч 20634) — з'єднання мотострілецьких військ Збройних сил Російської Федерації. Дислокується в м. Владикавказ. Перебуває у складі 58-ї загальновійськової армії.
У 2014 році підрозділи дивізії брали участь у війні на сході України, у 2022 році — повномасштабному вторгненні РФ в Україну.

## Історія
Після розпаду СРСР 19-та мотострілецька дивізія Радянської армії (м. Владикавказ) увійшла до складу Збройних сил РФ.
В липні 1992 року було сформовано 1077-й окремий батальйон радіоелектронної боротьби.
1 липня 1994 року окрема рота хімічного захисту була розгорнута та стала 532-м окремим батальйоном хімічного захисту.
В 1994 році 397-й танковий полк був перетворений на 141-й окремий танковий батальйон.
Дивізія брала участь війні з Грузією у серпні 2008 року. 135-й мотострілецький полк дивізії зазнав найбільших втрат серед усіх частин ЗС Росії, втративши 21 військовослужбовця із загальних втрат у 67 загиблих. З них 10 убитих припали на другий батальйон полку.
1 червня 2009 року, в рамках військової реформи, на базі частин дивізії було сформовано 19-ту окрему гвардійську мотострілецьку бригаду.

### Війна на сході України
Відкриті джерела надають інформацію про участь окремих військовослужбовців та з'єднань бригади у бойових діях на Донбасі.
Артилерія 19 ОМСБр неодноразово спостерігалася поряд з Державним кордоном України.
У травні 2017 року команда ІнформНапалм оприлюднила розслідування, в якому встановила імена 5 спеціалістів з роти радіоелектронної боротьби 19-ї бригади, що у період весни-літа 2014 року дислокувалися у польовому таборі на кордоні з Україною і ймовірно брали участь у бойових діях, що вела тоді російська армія.
В 2020 році дивізія знову була відтворена.

### Російське вторгнення в Україну (2022)
28 березня 2022 року Оперативно-тактичне угруповування «Схід» заявило про ліквідацію командира та начальника штабу 503-го мотострілецького полку 19-ї мотострілецької дивізії.

## Озброєння
- 40 од Т-90А
- 1 од. Т-90К
- 120 од. БМП-3
- 15 од. МТ-ЛБ
- 18 од. 2Б17-1 «Торнадо-Г»
- 36 од. 2С19 «Мста-С»
- 18 од. 2С12 «Сані»
- 6 од. МТ-12 «Рапіра»
- 12 од. самохідних ПТРК 9П149 «Штурм-С»
- 27 од. БТР-80,
- 9 од. БТР-82А
- 4 од. БРДМ-2
- 6 од. «Стріла-10»
- 6 од. ЗСУ 2С6М «Тунгуска»
- 12 од. ЗРК 9А330 «Тор»
- 27 од. ПЗРК 9К38 «Ігла»
- (бригада переозброюється на БМП-3М)

## Структура
- Штаб дивізії (в/ч 20634, м. Владикавказ);
- 135-й мотострілецький полк (в/ч 64201, м. Прохладний);
- 429-й мотострілецький полк (в/ч 01860, м. Моздок);
- 503-й мотострілецький полк (в/ч 29483, ст. Троїцька);
- 693-й мотострілецький полк (в/ч 66431, м. Владикавказ);
- 292-й самохідний артилерійський полк (в/ч 37271, м. Владикавказ);
- 481-й зенітний ракетний полк (в/ч 77197, м. Ардон, «Оса-АК»);
- 141-й окремий танковий батальйон (в/ч 64514, м. Владикавказ);
- 405-й окремий батальйон зв'язку (в/ч 64415, м. Владикавказ);
- 239-й окремий розвідувальний батальйон (в/ч 12356, м. Владикавказ);
- 1329-й окремий протитанковий артилерійський дивізіон (в/ч 44783);
- 1493-й окремий інженерно-саперний батальйон (в/ч 83481, м. Владикавказ);
- 344-й окремий ремонтно-відновлювальний батальйон (в/ч 34486, м. Владикавказ);
- 1096-й окремий батальйон матеріального забезпечення (в/ч 93203, м. Владикавказ);
- 1077-й окремий батальйон РЕБ;
- 532-й окремий батальйон РХБЗ (в/ч 49502, м. Владикавказ);
- 135-й окремий медичний батальйон (в/ч 54994);
- 916 станція ФПС (в/ч 42781).

## Втрати
Відомі втрати дивізії:

## Матеріали
- Michael Holm, 19th Voronezhsko-Shumlenskaya Red Banner orders of Suvorov and the Labor Red Banner Motorised Rifle Division(англ.) // ww2.dk
- 19 ОМСБР, ВЛАДИКАВКАЗ, ЮВО (архів) // warfare.be